# Eino Linnala

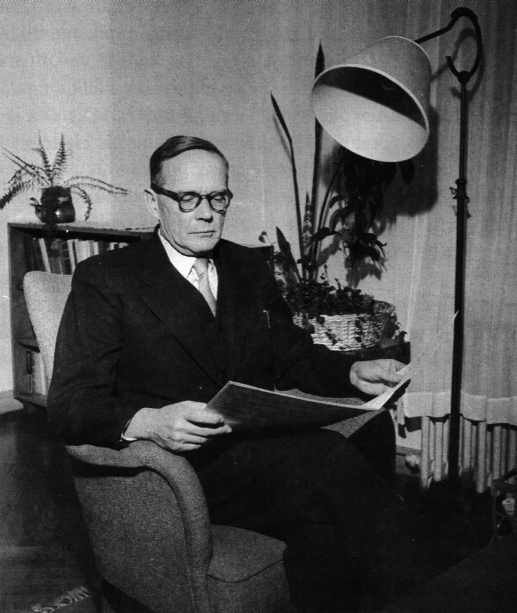
Eino Linnala.

Eino Mauno Aleksanteri Linnala (till 1906 Borgman), född 19 augusti 1896 i Helsingfors, död där 8 juni 1973, var en finländsk tonsättare.
Linnala, som var son till ugnsmakare Nikolai Borgman och Matilda Maria Avellan, blev student 1915, filosofie kandidat 1921 och filosofie magister 1923. Han studerade vid Helsingfors musikinstitut 1915–1920, företog en studieresa till Tyskland 1922 och bedrev kompositionsstudier i Wien 1924–1927. Han var lärare i musikteori vid Viborgs musikinstitut 1921–1924, vid Helsingfors kyrkomusikinstitut 1928–1945, lektor i harmonilära vid Sibelius-Akademien från 1934, musiklärare vid Helsingfors universitet 1956–1965 och tillförordnad lektor i musikvetenskap 1965. 
Linnala var dirigent vid Helsingfors arbetares damkör 1928–1933 och vid Helsingfors arbetares blandade kör 1928–1934. Han var musikkritiker i olika tidningar 1928–1934. Han var sekreterare i Tonkonstnärsförbundet i Finland 1932–1937 och styrelsemedlem från 1951 samt ordförande i Teostos styrelse från 1960. 
Linnala komponerade bland annat två symfonier, danssvit, finsk rapsodi, två finska sviter, ouvertyr för orkester; kantater för blandad kör och orkester (Maria, Tavastehus kantat), för damkör och orkester (Sjungande mot våren, Työn siskojen Laulu, Sydänmaan suvi); körkompositioner för mans-, dam- och  blandad kör samt solosånger. Han utgav Yleinen musiikkioppi (I–II, 1938–1940) och Soinnutuksen perusteet (1950). Han blev hedersledamot av Mieskuoroliitto 1955, av Naiskuoroliitto 1956 samt tilldelades Pro Finlandia-medaljen 1953 och professors titel 1958.